# طرح آمایش سرزمین سال ۱۳۵۶ ایران (ستیران)
طرح آمایش سرزمین ۱۳۵۶ ستیران ایران که نام کامل آن مطالعه استراتژی درازمدت طرح آمایش سرزمین سال ۱۳۵۶ است، اولین سند جامع استراتژی توسعه فضایی بلندمدت ایران است که سعی در تشخیص محدودیت‌های مختلف جامعه، جغرافیا و اقتصاد ایران داشت و با رویکرد برنامه‌ریزی مرکزی و دولت محور توسعه، برای توزیع بهینه جمعیت و فعالیت‌های اقتصادی راهکار ارائه داد. در این طرح علی‌رغم تاکید به استفاده از برنامه‌ریزی توسعه استانی، ولی مناطق و استان‌های هدف اصلی تخصیص بودجه برای توسعه به شکل مرکزی انتخاب می‌شدند. در این راستا، محور غربی کشور از استان خوزستان تا آذربایجان اولویت توسعه و تمرکز جمعیت انتخاب شده بود و توسعه استقرار جمعیت در محور شرقی و سواحل جنوبی ایران غیراقتصادی توصیف شده بود. این مطالعات ستیران، افق‌های سال ۱۳۶۱، ۱۳۷۱ را بررسی کرده و پیش‌بینی شاخص‌های اصلی در افق ۱۳۹۱ انجام می‌دهد. نتایج نهایی آن برای تهیه برنامه عمرانی ششم (۱۳۵۷ تا ۱۳۶۱) استفاده شد. اجرای این برنامه توسعه با وقوع انقلاب ۱۳۵۷ ایران و جنگ عراق به ایران اجرایی نشد، تا اینکه در سال ۱۳۷۱ با الگوگیری از آن، تدوین سندهای آمایش سرزمین و توسعه مرکزی در قالب برنامه‌های توسعه پنج ساله دوباره دنبال شد.
در این طرح که در مجموع با پیوست‌ها در ۱۸۴ صفحه تدوین شد، نتیجه‌گیری شده بود که توسعه در ایران با اهداف اقتصادی به دلیل کم‌آبی محور شرقی و سواحل جنوبی ایران، باید بر روی نیمه غربی کشور و دامنه‌های زاگرس - در محور استان آذربایجان تا خوزستان متمرکز شده و تشویق شود تا جلوی موج مهاجرت به شهرهای ناحیه مرکزی و دامنه‌های البرز گرفته شود و بدین شکل بحران شلوغی تهران کنترل شده و بدتر نگردد. راه حل توسعه کلانشهرها در این طرح، ایجاد شهرهای ستاره‌ای و اقماری بود. روش تحقق این اهداف در این طرح برنامه‌ریزی دولت برای هدایت بودجه توسعه‌ای به مناطق هدف با تعریف ترکیبی از پروژه‌های مختلف در بخش کشاورزی، صنعت، حمل و نقل، مسکن و … هدف‌گذاری توسعه در نواحی هدف محقق می‌شد. همچنین در این طرح ذکر شده بود باید از مهاجرت مردم از روستاها به شهرهای در حال توسعه مرکز کشور دولت جلوگیری شود. تنها در برخی استراتژی‌ها، توسعه بنادری در سواحل جنوبی کشور، از جمله بندرها محور اهواز-بندرشاهپور، بوشهر، بندرعباس و چابهار برای استقرار جمعیت در این مناطق شهری بررسی می‌شد که هدف از آن برای استقرار جمعیت در این مناطق، مقاصد استراتژیک و غیر اقتصادی عنوان می‌شود، ولی بیان می‌شود که پیاده کردن این سناریو مورد بررسی با توسعه سواحل خلیج فارس و دریای عمان و استقرار جمعیت در بندرها ذکر شده اولویت‌دار نبوده و عوارضی در عدم تحقق اهداف اصلی در تمرکز بر محور غربی کشور دارد.
این سند از این جهت قابل توجه است که در زمان که الگوی برنامه‌ریزی توسعه دولت محور مبتی بر برنامه‌ریزی مرکزی در ایران شاهنشاهی تصور می‌کرد توسعه سواحل خلیج فارس و دریای عمان اولویت اقتصادی نیست، در جنوب خلیج فارس و امیرنشین‌های منفصل عربی، برنامه‌ریزی‌های توسعه محلی انجام می‌دادند و با توجه به ظرفیت‌های منحصربفرد محلی، مسیر توسعه را شروع کرده بودند که نشان از برتری سیستم برنامه‌ریزی توسعه محلی در این کشورها می‌دهد که مشابه عمده کشورهای توسعه یافته اینکار انجام و دهه‌ها بعد نتایج آن به تدریج نمایان شد.

## مشخصات
در سال ۱۳۵۳ دفتر آمایش سرزمین توسط سازمان برنامه و بودجه تأسیس شد. در سال ۱۳۵۴ قرارداد تهیه طرح آمایش سرزمین با شرکت مهندسین مشاور ستیران بسته شد. نتایج اولیه مطالعات آن در سال ۱۳۵۵ منتشر شد و مطالعات مرحله دوم و نهایی آن نیز در سال ۱۳۵۶ منتشر شد. نتایج مطالعات ستیران برای پیاده‌سازی، در برنامه توسعه ششم (۱۳۵۷ تا ۱۳۶۱) بکار گرفته شد. در روش‌شناسی طرح مذکور، آشکارا بکار بردن تجربه آمایش سرزمین سالهای اواخر دهه ۶۰ و اوایل دهه ۷۰ فرانسه (طرح فراگیر آمایش سزام) به چشم می‌خورد. مطالعاتی هم که بعد از انقلاب در زمینه آمایش سرزمین در ایران انجام گرفته تا حدی متأثر از طرح «ستیران» است.
این سند در شرایط آن روزگار که بدنه اجرایی حکومت و عموم مردم نمی‌توانستند چیزی خلاف منویات ملوکانه را به شکل رسمی تأیید کنند، دارای صراحت لهجه و شجاعانه به‌شمار می‌آید؛ زیرا به‌روشنی و به‌درستی موقعیت بحرانی کشور را یادآوری می‌کند. بسیاری از شاخص‌ها و ارقام پیش‌بینی شده در این مطالعات، با تأخیری ناشی از انقلاب و جنگ، به‌تقریب قابل قبولی محقق شده‌اند و راه حل‌هایی که برای سامان‌یابی سرزمین پیشنهاد کرده است، هنوز بعد از دهه‌ها می‌توانند بخشی از راه حل‌های سطح سرزمینی ایران باشند. این طرح پروژه‌های جاه‌طلبانه حکومت ایران در آن زمان، همچون شهستان پهلوی، جابه‌جایی پایتخت، مهار کردن جمعیت و محدود نگهداشتن جمعیت تهران اظهار نظرهای صریحی کرده و آن‌ها را بلندپروازانه، غیر عملی و حتی به زیان کشور دانسته بود.
پس از پیروزی انقلاب ۱۳۵۷ ایران، انجام مطالعات آمایش سرزمین ادامه داشت و نتیجه آن در سال ۱۳۶۲ با عنوان طرح پایه آمایش سرزمین اسلامی انتشار یافت، ولی به دنبال ناپایداری‌های وقوع انقلاب و سپس وقوع جنگ ایران و عراق، تا سال ۱۳۷۱ اجرای طرح‌های آمایش سرزمین با برنامه‌ریزی مرکزی مانند طرح ستیران متوقف بود، تا اینکه در آن سال شورای عالی اداری با توجه به سیاست عمومی برنامه اول توسعه،طرح آمایش سرزمین به معنای تعیین استراتژی‌های توزیع فضایی جمعیت و فعالیت در پهنه سرزمین، توسط سازمان برنامه و بودجه با همکاری دستگاه‌های ذیربط تهیه و به تصویب هیئت وزیران برسد.

### انتقادها
برخی تحلیلگران، طرح استراتژی آمایش سرزمین ۱۳۵۶ را دولت محور و مرکزگرا مبتنی توسعه نفتی دانسته‌اند که تقلید از آن در دوره‌های بعد در تدوین طرح‌های آمایش سرزمین و برنامه‌های توسعه در ایران موجب انحراف مسیر مطالعات و برنامه‌ریزی محلی توسعه برای استفاده بهینه از ظرفیت‌ها و رها کردن برنامه‌ریزی‌های کلان توسعه جامع کشور با تمرکز برنامه‌ها به مسائل محلی و منطقه ای برنامه‌ریزی توسعه و آمایش سرزمین شد.

## بررسی ایده انتقال پایتخت
در این سند، گزینه انتقال پایتخت سیاسی و اداری به نقطه دیگری برای حل مشکلات تهران نیز مطرح شده، ولی نتیجه‌گیری شده که اینکار تأثیر چندانی در وضعیت جمعیت تهران در میان مدت نمی‌گذارد و می‌توان از آن چشم پوشید و دلیل آن را عدم امکان تطابق بخش خصوصی و بخشی از بخش اداری با این تغییر و انتقال به شهر جدید می‌داند و نتیجه می‌گیرد اینگونه ناهماهنگی‌ها در عدم امکان انتقال سریع بخشی از دستگاه‌ها و ناهماهنگی‌های ناشی از انتقال دستگاه‌ها رشد اقتصاد ملی را به خطر می‌اندازد.

## شایعه پیش‌بینی استقرار ۲۵ میلیون نفر در سواحلمکران
برخی شخصیت‌های بعضاً تخصصی در ایران بیان کرده‌اند که در طرح آمایش سرزمین ستیران آمده که در پایان طرح، یعنی سال ۱۳۷۸ جمعیت ایران کلا ۵۰ میلیون پیش‌بینی شده بود و قرار بود از این ۵۰ میلیون جمعیت ۲۵ میلیون آن در سواحل شمالی خلیج فارس و دریای عمان (سواحل مکران) مستقر شوند. اما در واقع عکس این گفته‌ها صادق بود و در طرح آمایش سرزمین مرکزی ستیران در سال ۱۳۵۴ پیش‌بینی شده بود با توجه به شرایط آب و هوایی و کمبود آب، امکان استقرار جمعیت زیاد در سواحل جنوب ایران نیست. یک سناریو برای توسعه محورهای اهواز-بندشاهپور، بندرعباس، بوشهر و چابهار در سواحل دریای عمان و خلیج فارس در این طرح بررسی می‌شود، ولی هدف از آن را موقعیت استراتژیکی این مناطق می‌داند تا توسعه اقتصادی و ذکر می‌شود دنبال کردن این سناریو موجب نادیده گرفتن توسعه سایر مناطق (مناطق غربی و خراسان) و تشدید مهارجت به سوی استانی‌های مرکزی خواهد شد و در چنین شرایطی، کنترل رشد جمعیت تهران بیش از پیش دشوار می‌شود.
در آمایش سرزمین ستیران ذکر شده در بررسی شدنی بودن استراتژی جابجایی جمعیت به سواحل خلیج فارس و دریای عمان (به غیر از غرب زاگرس) اشاره می‌کند این بخش‌ها تنها می‌توانند بخش کوچکی از جمعیت را در بر بگیرند و نشدنی جلوه می‌دهد.